# 酒井敏
酒井 敏（さかい さとし、1957年 - ）は、日本の物理学者（地球流体力学）。学位は理学博士（京都大学・1986年）。静岡県立大学副学長・グローバル地域センター特任教授。
京都大学教養部助教授、京都大学総合人間学部助教授、京都大学高等教育研究開発推進センター助教授、京都大学大学院人間・環境学研究科教授などを歴任した。

## 概要
静岡県出身の地球流体力学を専攻する物理学者である。大気や海洋の力学的な構造の研究などで知られるとともに、フラクタル構造を応用した日除けを開発するなど、多様な研究を展開している。京都大学で教鞭を執り、静岡県立大学では副学長を兼任していた。

## 来歴

### 生い立ち
1957年（昭和32年）、静岡県にて生まれた。国が設置・運営する京都大学に進学し、理学部にて学んだ。1980年（昭和55年）3月、京都大学を卒業した。それに伴い、理学士の称号を取得した。さらに京都大学の大学院に進学し、理学研究科にて学んだ。1981年（昭和56年）3月、京都大学の大学院における修士課程を中途退学した。なお、後年になって「Studies on barotropic flows driven by an inflow and an outflow on the β-plane」と題した博士論文を執筆し、1986年（昭和61年）5月23日に京都大学から理学博士の学位が授与されている。

### 物理学者として
母校である京都大学に採用され、1981年（昭和56年）4月に教養部の助手に就任した。1990年（平成2年）11月には教養部の助教授に昇任した。
京都大学に総合人間学部が新設されることになり、それに伴い、1992年（平成4年）10月に総合人間学部に異動し、そちらの助教授となった。
また、京都大学に高等教育研究開発推進センターが新設されると、それに伴い、2003年（平成15年）4月より高等教育研究開発推進センターの助教授となった。
2004年（平成16年）4月、京都大学の大学院にて人間・環境学研究科の助教授となった。なお、人間・環境学研究科はかつては独立研究科として運営されていたが、2003年（平成15年）4月に総合人間学部の教員組織が統合されており、総合人間学部は人間・環境学研究科を母体とする学部となっている。2007年（平成19年）4月、職位が助教授から准教授に変わった。2009年（平成21年）4月、京都大学の大学院にて、人間・環境学研究科の教授に昇任した。人間・環境学研究科においては、主として相関環境学専攻の講義を担当し、自然環境動態論講座の地球環境動態論分野を受け持った。なお、京都大学においては、総合人間学部の教授も兼務していた。総合人間学部においては、主として総合人間学科の自然科学系の講義を担当し、地球科学分野を受け持った。そのほか、他の教育・研究機関の役職も兼任していた。同名の国立大学法人により設置・運営される奈良女子大学においては、理学部の講師を非常勤で兼任していた。県と同名の公立大学法人により設置・運営される静岡県立大学においては、2021年（令和3年）4月より副学長を兼任していた。
2023年（令和5年）3月、京都大学を退職した。その後は静岡県立大学に転じ、グローバル地域センターの特任教授となった。なお、京都大学勤務時より兼任していた静岡県立大学の副学長は引き続き続投する。

## 研究
専門は物理学であり、特に地球流体力学などの分野について研究していた。具体的には、大気や海洋の力学的な構造について研究していた。もともとは海洋物理学といった分野の研究を手掛けていたが、後年になるとフラクタル構造を日除けに応用するなど、多様な研究を展開していた。なお、自身は「地球上のあらゆるもの、面白いものなら何でも研究対象」としている。研究成果は論文としてだけでなく、専門書としても発表していた。これまでの業績に対しては、1992年（平成4年）に日本海洋学会岡田賞が授与されている。また、あるべき大学の姿など大学論なども展開している。
学術団体としては、日本気象学会、日本海洋学会、日本流体力学会、日本ヒートアイランド学会、日本建築学会、などに所属していた。

## 略歴
- 1957年 - 静岡県にて誕生[1]。
- 1980年 - 京都大学理学部卒業[8]。
- 1981年 - 京都大学大学院理学研究科修士課程中途退学[8]。
- 1981年 - 京都大学教養部助手[5]。
- 1990年 - 京都大学教養部助教授[5]。
- 1992年 - 京都大学総合人間学部助教授[5]。
- 2003年 - 京都大学高等教育研究開発推進センター助教授[5]。
- 2004年 - 京都大学大学院人間・環境学研究科助教授[5]。
- 2007年 - 京都大学大学院人間・環境学研究科准教授[5]。
- 2009年 - 京都大学大学院人間・環境学研究科教授[5]。
- 2021年 - 静岡県立大学副学長[1]。
- 2023年 - 京都大学退職[14]。
- 2023年 - 静岡県立大学グローバル地域センター特任教授。

## 賞歴
- 1992年 - 日本海洋学会岡田賞[20]。

## 著作

### 単著
- 酒井敏著『都市を冷やすフラクタル日除け』成山堂書店、2013年。ISBN 978-4-425-55361-7
- 酒井敏著『京大的アホがなぜ必要か――カオスな世界の生存戦略』集英社、2019年。ISBN 978-4-08-721070-5
- 酒井敏著『野蛮な大学論』光文社、2021年。ISBN 978-4-334-04569-2

### 共著
- 日本流体力学会編『地球環境と流体力学』朝倉書店、1992年。ISBN 4254101147
- 酒井敏ほか著『京大変人講座』三笠書房、2019年。ISBN 978-4-8379-2779-2
- 酒井敏ほか著『もっと！　京大変人講座』三笠書房、2020年。ISBN 978-4-8379-2823-2

### 註釈
1. ↑  理学士の称号は、1991年7月1日以降の学士（理学）の学位に相当する。
2. ↑  理学博士の学位は、1991年7月1日以降の博士（理学）の学位に相当する。
3. ↑  京都大学教養部は、1993年に廃止された。
4. ↑  国立大学法人奈良女子大学は、国立大学法人奈良教育大学と統合され、2022年に国立大学法人奈良国立大学機構が設置された。